# МАЗ-303Т
МАЗ-303Т — белорусский низкопольный пассажирский троллейбус, разработанный и изготовленный на базе автобуса МАЗ-303. В модельном ряду Минского автомобильного завода является троллейбусом третьего поколения после МАЗ-103Т и МАЗ-203Т.

## История
Впервые кузов линейки «303» был представлен в 2019 году на презентации автобуса МАЗ-303, в 2021 году был выпущен первый электробус МАЗ-303Е.
В ноябре 2022 года на выставке «BW Expo 2022» в Москве был впервые представлен троллейбус МАЗ-303Т20. В 2023 году казанский «Метроэлектротранс» купил 25 троллейбусов модели МАЗ-303Т22. В декабре 2024 года в «Минсктранс» поступили первые из 50 закупленных троллейбусов МАЗ-303Т20.

## Описание
Кузов троллейбуса имеет практически полное сходство с кузовом автобуса МАЗ-303 и унифицирован с кузовом электробуса МАЗ-Е303. Отличие от автобусного кузова МАЗ-303 состоит в отсутствии моторной шахты, что позволяет увеличить пассажировместимость салона. А отличие от салона троллейбуса МАЗ-203Т заключается в отсутствии коробки с высоковольтными аккумуляторами, которое в модели 303 перенесено на крышу.
Кузов вагонной компановки, изготовлен из прямоугольных стальных труб и профилей. Для входа-выхода пассажиров имеются три двухстворчатые двери, передние двери разделены на вход в салон и вход в кабину. Под средними дверьми расположена аппарель для высадки и посадки пассажиров на инвалидной коляске, имеется место для таких пассажиров в накопительной площадке, расположенной по центру салона. Масса троллейбуса в снаряжённом состоянии составляет приблизительно 12,9 тонн, что на 800 килограмм больше, чем у его предшественника МАЗ-203Т. Троллейбус является полностью низкопольным.
В салоне расположены от 32 до 36 мест для сидения, в том числе от 12 до 16 мест сидения расположены на низком полу. Для отопления салона имеются четыре печи (по две — мощностью 5,25 кВт и 3,5 кВт. Кондиционирование салона и кабины водителя является раздельным (в окнах имеются большие врезные форточки).

## Модификации
- МАЗ-303Т20 — троллейбусы с полноценным увеличенным автономным ходом (IMC) до 15—20 километров. В качестве накопителя энергии используются суперконденсаторы, отличающиеся от обычных аккумуляторных батарей быстрой зарядкой и большим количеством циклом зарядки-разрядки.
- МАЗ-303Т22 — троллейбусы с аварийным автономным ходом, который позволяет без питания от контактной сети объезжать возникающие на пути следования препятствия (дорожно-транспортные происшествия, обрывы контактной сети, дорожно-ремонтные работы и т.д.). Расстояние, которое троллейбус может пройти подобным образом ограничено 2 километрами (с максимальной технической массой)[12].

## Эксплуатация
| Город  | Эксплуатант              | Модель     | Годы поставок | Кол-во |
| ------ | ------------------------ | ---------- | ------------- | ------ |
| Казань | МУП «Метроэлектротранс»  | МАЗ-303Т22 | 2023—2024     | 64     |
| Минск  | ГП «Минсктранс»          | МАЗ-303Т20 | 2024—2025     | 50     |
| Гомель | ОАО «Гомельоблавтотранс» | МАЗ-303Т20 | 2024—2025     | 12     |
| Брест  | КУП «Брестский ОТ»       | МАЗ-303Т20 | 2024          | 1      |